# Ultra Street Fighter II: The Final Challengers
Ultra Street Fighter II: The Final Challengers è un picchiaduro della serie Street Fighter sviluppato e pubblicato da Capcom per Nintendo Switch. Realizzato per il trentesimo anniversario dall'uscita di Street Fighter, il titolo è un remake di Super Street Fighter II Turbo che presenta due modalità di gioco che differiscono per la grafica: pixel art o alta definizione, utilizzando gli sprite di Super Street Fighter II Turbo HD Remix.
Nel videogioco sono presenti diciannove personaggi giocanti: oltre ai personaggi di Super Street Fighter II, si aggiungono Evil Ryu (introdotto in Street Fighter Alpha 2) e Violent Ken (apparso solamente in SNK vs. Capcom: SVC Chaos).